# Национальный проект «Туризм и индустрия гостеприимства»
Национальный проект «Туризм и индустрия гостеприимства» — один из национальных проектов в России на период с 2021 по 2024 годы с целью комплексного развития отрасли туризма в стране и созданию условий для удобных и безопасных путешествий внутри России. Впоследствии был продлен до 2030 года. Куратором проекта был назначен вице-премьер Чернышенко Дмитрий Николаевич, руководителем — Догузова Зарина Валерьевна, глава Ростуризма (с 2022 года после упразднения Ростуризма руководителем является глава Минэкономразвития Максим Решетников).
Нацпроект предполагает увеличение количества путешествий по России к 2030 году с 65 миллионов до 140 миллионов в год. Правительство планирует направить на нацпроект до 2030 года из федерального бюджета 529 миллиардов рублей и из регионального ещё 72 миллиарда рублей.

## Описание
Нацпроект «Туризм и индустрия гостеприимства» был разработан Ростуризмом в 2020 году и стартовал весной 2021 года по поручению Президента России Владимира Путина. Проектная стоимость составила 628,9 миллиардов рублей.
В национальный проект входят три федеральных проекта:
- «Развитие туристической инфраструктуры»,
- «Повышение доступности туристических услуг»,
- «Совершенствование управления в сфере туризма»[5].

### Федеральный проект «Развитие туристической инфраструктуры»
Включает в себя:
- выдачу льготных кредитов на строительство и реконструкцию отелей и санаториев;
- поддержку предпринимателей в виде грантов;
- субсидию на создание модульных отелей;
- строительство инфраструктуры к туристическим кластерам, а также разработка мастер-планов туристических территорий (для реализации этой задачи была создана корпорация Туризм.рф)[6].

С 2021 года Федеральный проект «Развитие туристической инфраструктуры» в рамках национального проекта «Туризм и индустрия гостеприимства» курирует Минстрой. В 2021 году на ФП «Развитие туристической инфраструктуры» выделено 29,9 миллиарда рублей, в 2022 году 38,8 миллиарда рублей, в 2023 году — 41,9 миллиарда рублей, в 2024 году — 41,8 миллиарда рублей.

#### Льготные кредиты
В 2021 году стартовала программа выдачи льготных кредитов на строительство и реконструкцию отелей категории не менее 3 звезды площадью от 5000 м2 или номерным фондом от 120 номеров, и санаториев. Льготный кредит в том числе доступен для отелей расположенные в многофункциональных комплексах с фондом более 150 номеров. Также возможна поддержка горнолыжных курортов c системами искусственного оснежения посещаемостью не менее 450 тысяч гостей в год, аквапарки и круглогодичные парки развлечений с числом посетителей не менее 1 миллиона в год, показателей необходимо достичь через два года после ввода в эксплуатацию. Максимальный срок займа 15 лет, ставка 3-5 % годовых. Минимальный размер кредита 100 миллионов руб., максимальный — 70 миллиардов рублей. При этом проект должен быть уже хорошо проработан — инвестор должен уже получить документы на землю и разработать бизнес-план.
По оценке Минэкономразвития РФ эта мера поддержки позволит создать до 48 тысяч новых гостиничных номеров и нарастить долю гостиничных проектов категории 3-4*. До 2024 года из федерального бюджета было выделено на эти цели около 19 миллиардов рублей.
В 2024 году Президентом РФ принято решение расширить программу льготного кредитования отелей, что позволит поддержать строительство и реконструкцию 167 крупных гостиниц в 55 регионах РФ. Принято решение по увеличению лимита программы по номерному фонду с 48 тысяч до 59 тысяч номеров и в части посещаемости горнолыжных курортов и аквапарков — с 10 до 23 миллионов человек в год.
Всего на программу льготного кредитования с 2021 года на 10 лет будет выделено почти 100 млрд рублей.

#### Гранты
За 2021—2022 годы гранты от государства получили 1563 предпринимательские инициативы.
В 2023 году в программу по грантовой поддержке вошли 48 субъектов РФ предпринимателей, которые могут получить гранты на проекты по развитию внутреннего туризма. Общий объём поддержки 5,3 млрд рублей.
Финансовая помощь для компаний и предпринимателей в трех направлениях:
- Субсидии на проекты, направленные на совершенствование внутреннего туризма. Грант до 3 миллионов рублей (при условии вложения 30 % собственных средств) на покупку оборудования, снаряжения, спортинвентаря или обустройства всесезонного бассейна.
- Субсидии на строительство модульных средств размещения. Грант до 3,5 миллиона рублей (при условии вложения 30 % собственных средств) на покупку жилых модулей, рекреационных зон и средств визуальной навигации.
- Субсидии на обустройство пляжей, локальных точек в малых населенных пунктах, доработку и создание национальных турмаршрутов. Грант до 9,3 миллиона рублей[18].

#### Cубсидия на создание быстровозводимых модульных средств размещения
Строительство модульных гостиниц помогает быстро увеличивать номерной фонд в стране благодаря очень коротким срокам строительства и ввода в эксплуатацию таких объектов. На эти цели в 2022 году Правительством была выделена субсидия в размере 4 миллиардов рублей 19 регионам с высоким туристическим потенциалом. Субсидируется половина стоимости проекта.
По новым правилам предоставления субсидий, разработанным Минэкономразвития, в 2023—2024 годах планируется потратить ещё 8 миллиардов рублей, и приоритет будет отдаваться проектам с количеством номеров более 50 и не более 1,5 миллиона рублей на номер в модульном средстве размещения.

#### Субсидии субъектам для создания объектов инженерной и транспортной инфраструктуры туристских кластеров
Общий размер субсидий в 2022 году составит 2,4 миллиарда рублей, в 2023 и 2024 — по 10 миллиардов рублей.
Данная поддержка предусматривает субсидии на строительство дорог, сетей тепло-, энерго-, газо-, водоснабжения и водоотведения, для обеспечения функционирования туристических объектов, возводимых с участием акционерного общества «Корпорация Туризм. РФ».

### Федеральный проект «Повышение доступности туристических продуктов»

#### Программа «Туристический кэшбек»
В 2020 году стартовала программа туристического кэшбека. На реализацию программы из средств резервного фонда Правительства РФ было выделено 15 млрд рублей. Туристы имели возможность получить обратно 20 % от стоимости путевки. Возмещение части стоимости осуществлялось оператором АО «НСПК» на карты платёжной системы «МИР». Основными условиями возврата денежных средств были минимальная продолжительность тура (4 ночи) и порог стоимости (от 50000 рублей).
Первый этап программы «Туристический кэшбек» проходил с 21.08.2020 года по 28.08.2020 года. Во время первого этапа реализации программы преимущественным спросом пользовались самые ликвидные туры в Краснодарском крае и Крыму с весьма комфортными условиями для отдыха осенью. Акцией воспользовались более 70000 клиентов. Туристы потратили около 1,4 миллиарда рублей и суммарно возврат около 224 миллиона рублей кэшбека. Однако удалось освоить всего лишь 2 % выделенных бюджетом денег, что было обусловлено многими недостатками программы, таких как недостаточная информированность населения о продукте, отсутствием удобной системы бронирования и поиска акционных продуктов, ограниченным кругом участвующих в акции отелей и туроператоров и высоким порогом стоимости и продолжительности тура.
На втором этапе программы с 15.10.2020 года по 05.12.2020 года условия были изменены, сняты ограничения по минимальной стоимости и длительности тура (снижена до 2 дней). За время второго этапа было реализовано турпродуктов на 5,1 миллиарда рублей, выплаты составили более 1 миллиарда рублей.
Третий этап стартовал 18 марта и завершился 15 июня 2021 года. По данным Ростуризма, программой воспользовались более 1,5 миллиона человек. Благодаря улучшению эпидемиологической ситуации в стране и роста популярности акции туристы потратили более 27,9 миллиарда рублей, а суммарный кэшбек составил 5,3 миллиарда рублей. В период с 25.05.2021 года по 31.08.21 года проходила дополнительная программа детского кэшбека (дополнительный кэшбек 50 % на внутренние туристские поездки в организации отдыха детей и их оздоровление), по которой более чем 400 тысяч детей отдохнули детских лагерях и санаториях, а родители получили более 4 миллиарда рублей кэшбека.
Четвертый этап программы «Туристический кэшбек» стартовал 16.06.2021 года и планировался к завершению 31 августа 2021 года, но был продлён до 15.09.2021 года. Результаты четвертого этапа программы были существенно ниже предыдущего из-за введения в регионах новых ограничений из-за роста заболеваемости COVID-19. Лишь 200 тысяч человек захотели воспользоваться программой. Продажи составили 6,1 миллиарда рублей, а кэшбек 1,4 миллиарда.
Пятый этап акции (18.01.2022 года — 28.02.2022 года и дополнительно с 15.03.2022 года по 15.04.2022 года) оказался одним из самых эффективных. В программе участвовали 2,5 миллиона туристов, было приобретено туров на 44 миллиарда рублей, а выплаты кэшбека составили 8,5 миллиарда рублей.
Во время шестого этапа программы «Туристический кэшбек» (25.08.2022 года — 10.09.2022 года) путешественниками было приобретено турпродуктов на 14,3 миллиарда рублей, сумма выплат составила 2,7 миллиарда рублей, всего в акции участвовали 600 тысяч человек.

#### Программа бесплатных путешествий для школьников
В 2022 году в рамках нацпроекта стартовала программа бесплатных путешествий для школьников. Отправиться в короткие культурно-познавательные поездки по социальному сертификату могут учащиеся 5-9 классов вместе с родителями. Программа рассчитана до 2024 года.

#### Субсидии туроператорам на организацию полётных программ
В 2021 году стартовала чартерная программа — Ростуризм субсидировал 50 % стоимости фрахта воздушного судна, благодаря чему у людей появилась возможность отправиться по 7 направлениям по стоимости в 1,5 — 2 раза ниже. Субсидируемые чартерные направления — Карелия, Байкал, Сахалин, Шерегеш, Мурманск, Тюменская область, Казань. В 2021 году чартерной программой воспользовались 26 тысяч человек.
В 2022 году количество направлений расширено до 12. Среди новых направлений — курорты Северного Кавказа, Алтай и Карелия, четыре региона на Дальнем Востоке, туристические маршруты в Тюмень и Калининград.
В 2022 году на предоставление субсидий направлено 1,2 миллиарда рублей. В 2023 и 2024 годах правительство выделяет из бюджета по 250 миллионов рублей. Программа субсидирования будет действовать до конца 2024 года.

#### Цифровизация туриндустрии
Полезную информацию о путешествиях по России агрегирует обновлённый интернет-портал Russia.travel, полноценная экосистема для туристов, где можно получить информацию о различных достопримечательностях, спланировать путешествие, приобрести экскурсию или забронировать отель[.

#### Государственная поддержка региональных программ по проектированию туристского кода центра города
В 2022 году Ростуризм выбрал победителей впервые проводимого в России конкурса проектов по обустройству туристических центров городов. Города-победители на выделенные средства получили возможность внедрить единый архитектурный и дизайн-код, в соответствии с которым будут спроектированы уличные вывески и туристическая навигация. Правительством РФ было выделено более 6 миллиардов рублей на поддержку данной программы, средства были распределены по 24 регионам, каждый из которых на эти цели получил по 200—300 миллионов рублей.

#### Поддержка и продвижение событийных мероприятий
Правительство осуществляет поддержку крупных культурных, гастрономических и спортивных мероприятий. Основные требования — вход на мероприятия должен быть бесплатным с числом запланированных посетителей не менее 10 тысяч человек. Для мероприятий с числом посетителей 10-25 тысяч человек субсидия составляет 50 миллионов рублей, для 25 тысяч и более посетителей — 100 миллионов рублей.

#### Отмена взносов туроператоров в резервный фонд «Турпомощь»
В 2020 году из-за коронавируса в рамках мер поддержки пострадавших отраслей туроператоров освободили от взносов в резервный фонд «Турпомощь», данное решение потом несколько раз продлевалось. В 2024 году туроператорам сократили размер взносов в резервный фонд до 1 рубля.

### Федеральный проект «Совершенствование управления в сфере туризма»
Данный проект направлен на повышение доступности турпродуктов и совершенствование управления в сфере туризма.
Основными задачами Федерального проекта являются:
- Увеличение числа рабочих мест отечественной туристической отрасли.
- Реализация мероприятий по цифровизации государственного управления в сфере туризма.
- Усовершенствование система государственного управления в сфере туризма.

Важным дополнительным механизмом развития системы продвижения туристского продукта на международном рынке может стать заключение договоров с крупными иностранными операторами о совместном продвижении российского туристского продукта.

#### Подготовка кадров
Качество отдыха определяется не только количеством гостиниц и их классификацией, но и уровнем сервиса. На базе Центра кадрового потенциала туристической отрасли при Поволжском государственном университете физкультуры, спорта и туризма в Татарстане, поручено разработать программу подготовки кадров для новых федеральных туристических объектов. Также разрабатываются программы обучения и повышения квалификации по международным стандартам Всемирной туристской организации UNWTO, создается система бесплатных курсов повышения квалификации для персонала сферы туризма.

#### Отмена НДС и налоговые льготы
В рамках национального проекта «Туризм и индустрия гостеприимства» летом 2022 года ввели нулевую ставку НДС для гостиничного бизнеса. Льготы касаются компаний, управляющих или сдающих в аренду объекты временного размещения, или оказывающие экскурсионные услуги при них.
Нулевая ставка НДС для уже работающих объектов будет действовать в течение пяти лет до 30 июня 2027 года. Для новых отелей пятилетний срок считается с даты их открытия. По оценке экспертов за этот период времени объект должен выйти на плановую загрузку и на стабильные операционные показатели[40].
Туроператоры по внутреннему и въездному туризму освобождены от уплаты НДС с лета 2023 года. По оценкам Минфина России снижение налоговой нагрузки сэкономит компаниям около 4,2 миллиарда рублей ежегодно, снизит стоимости турпродукта и даст возможность инвестировать в развитие.

## Критика
Деньги на развитие туризма не удается освоить. Нацпроект по туризму занял последнее место по расходам из федерального бюджета, на 1 ноября 2023 года исполнение расходов в рамках нацпроекта составило 58,2 %, что означает, что деньги, запланированные на развитие туризма, не удается использовать по назначению. Причиной происходящего считается прежде всего задержка строительства туристических объектов, на которую влияет рост себестоимости в сфере самого строительства. Кроме того запущенный ранее туристический кэшбек решили отменить поскольку способствовал разгону инфляции. А финансирование программы субсидируемых чартеров сначала заметно снизили, а затем и вовсе закрыли, к тому же происходили значительные задержки перечисления средств туроператорам.